# Najabat Ali Khan
Pour les articles homonymes, voir Khan (homonymie).
Sayyid Najabat Ali Khan Bahadur (en bengali : সাঈদ নাজাবুত আলী খান বাহাদুর), né Mir Phulwari en 1749 à Murshidabad et mort le 10 mars 1770 dans la même ville, est nabab nazim du Bengale, du Bihar et de l'Orissa de 1766 à 1770. Il est plus connu sous le nom de Saïf al-Dawla.

## Biographie

### Naissance et accès au trône
Il est le troisième fils de Mir Jafar. Sa mère est Munny Begum.
Après la mort de son frère aîné Najmouddine Ali Khan (en) le 8 mai 1766, Najabat Ali Khan lui succède au Masnad (trône) à l'âge de 17 ans. Sa mère assure sa régence. Il prend le titre de Saïf al-Moulk, Souja al-Dawla, Shahmat Jang (« Épée du pays, Héros de l'État, Flèche de guerre »).
Un accord conclu le 19 mai 1766 oblige la Compagnie britannique des Indes orientales à verser un salaire de 4 186 131 ₹ et 9 anas (où 1 ₹ = 12 anas), soit 1 778 854 ₹ et 1 anas pour l'entretien de sa résidence et 2 407 277 ₹ et 8 anas pour ses activités de nizam.

### Règne
Najabat Ali Khan est intronisé au fort de Murshidabad le 22 mai 1766. Il est confirmé cinq jours plus tard par l'empereur moghol Shah Alam II.

### Mort et succession
Lors de la famine au Bengale de 1770, une épidémie de variole tue 63 000 habitants à Murshidabad, dont le nabab nazim Saïf al-Dawla lui-même. Celui-ci meurt le 10 mars 1770 et est inhumé au cimetière Jafarganj (en) de Murshidabad. Son demi-frère Ashraf Ali Khan (en) lui succède brièvement au trône avant de mourir de la variole à son tour.

### Sitographie
: document utilisé comme source pour la rédaction de cet article.
- (en) Notice biographique : « Saif-ud-Daulla সৈফ-উদ-দৌল্লা (1766-1770 AD) », sur murshidabad.net (consulté le 11 juin 2017).